# Telanthophora
 Telanthophora   H.Rob (1932-2020) e Brettell, 1974 è un genere di piante angiosperme dicotiledoni della famiglia delle Asteraceae (sottofamiglia Asteroideae).

## Etimologia
Il nome scientifico del genere è stato definito dai botanici Harold Ernest Robinson (1932-2020) e R.D. Brettell nella pubblicazione " Phytologia; Designed to Expedite Botanical Publication. New York" ( Phytologia 27: 424 ) del 1974.

## Descrizione

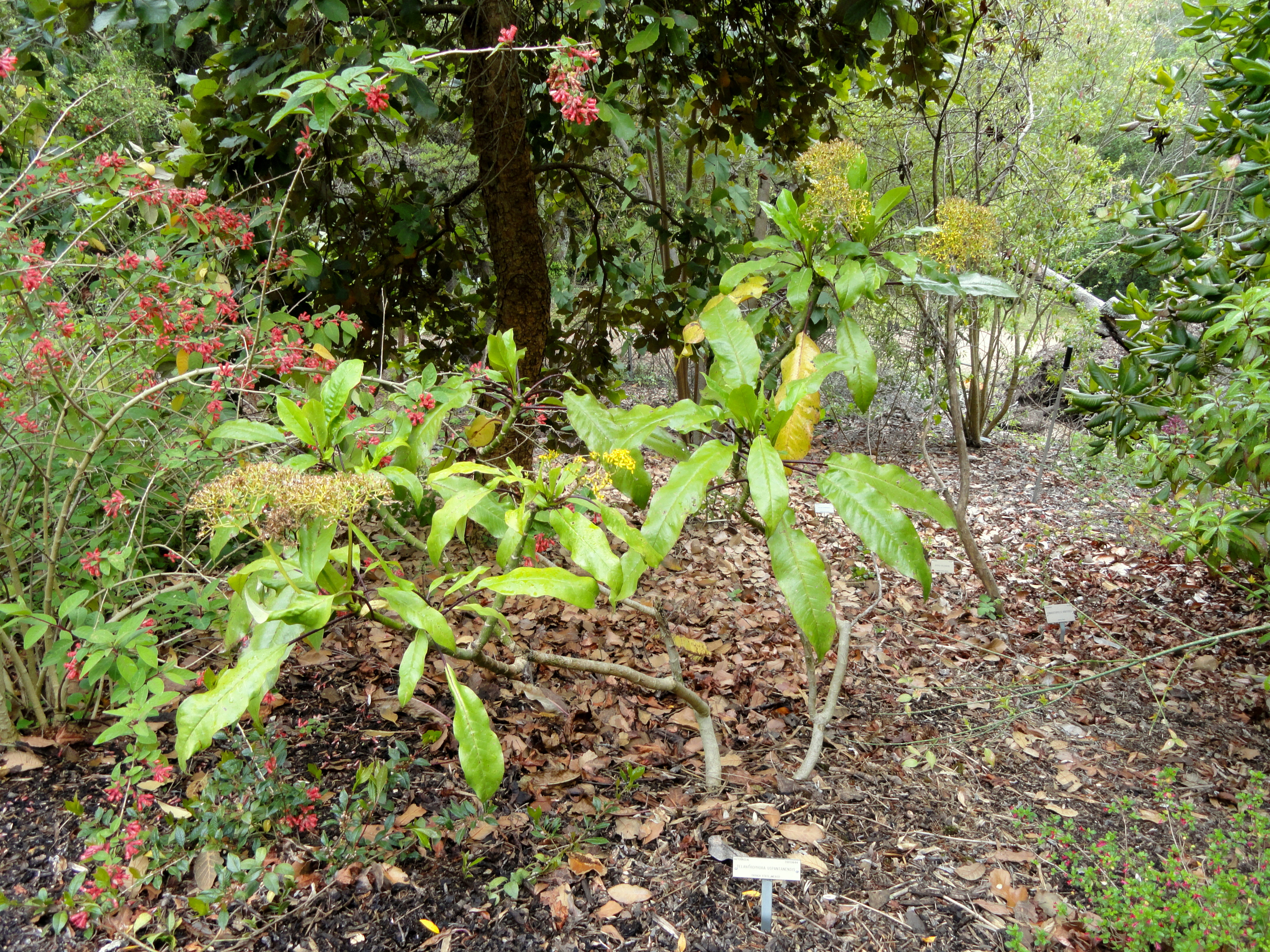
Il portamento
Telanthophora uspantanensis

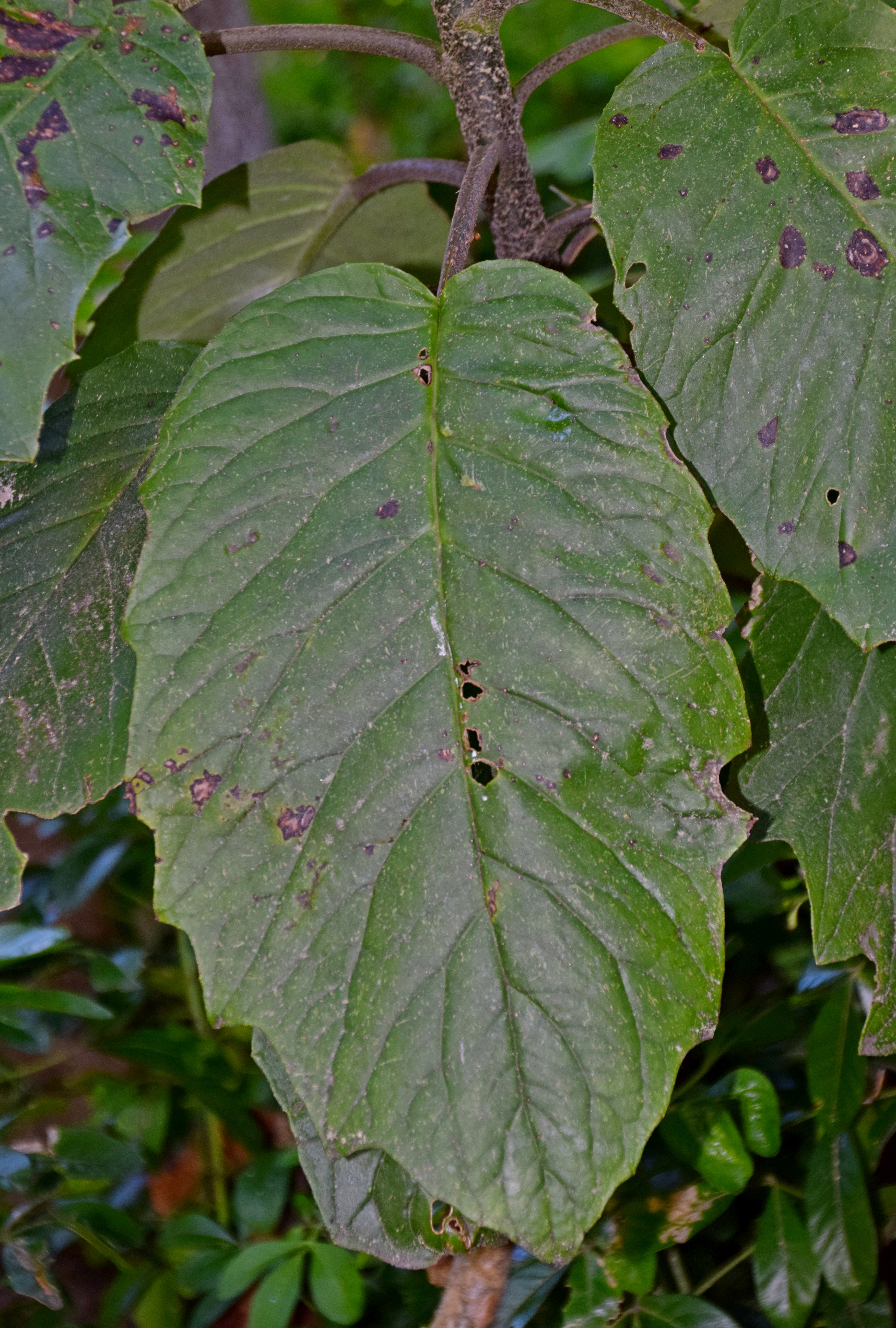
Le foglie
Telanthophora grandifolia

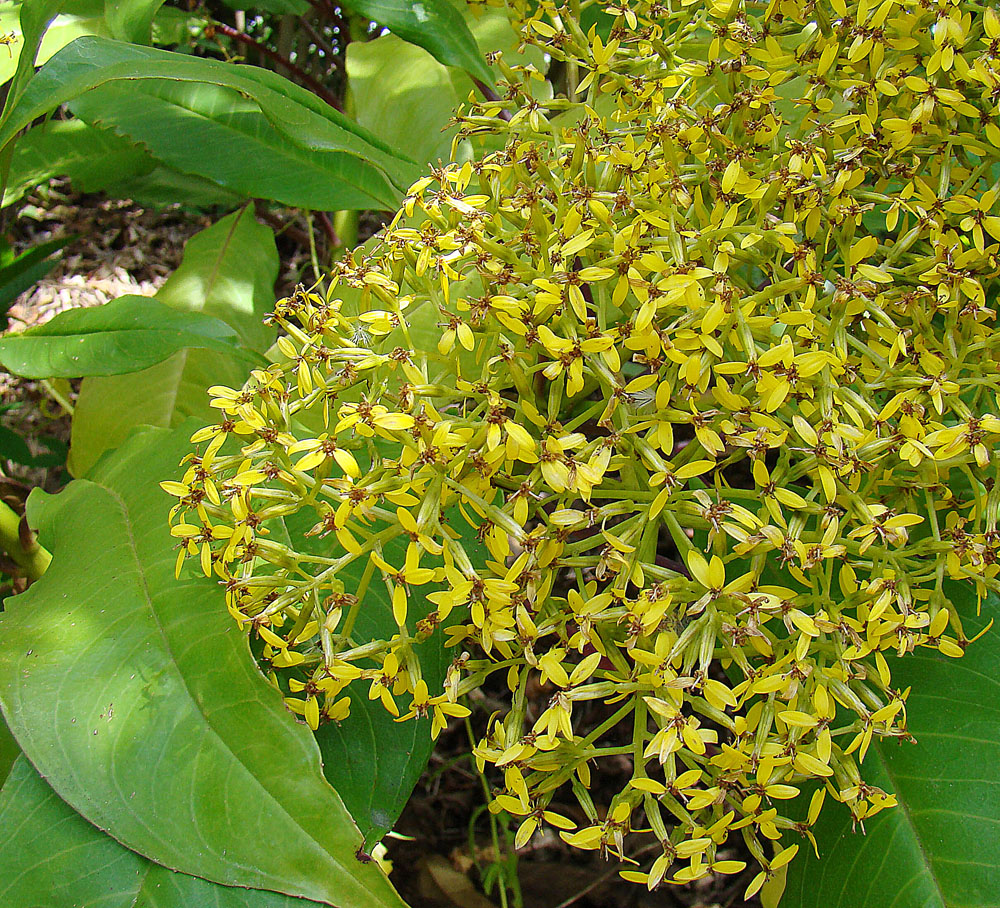
Infiorescenza
Telanthophora uspantanensis

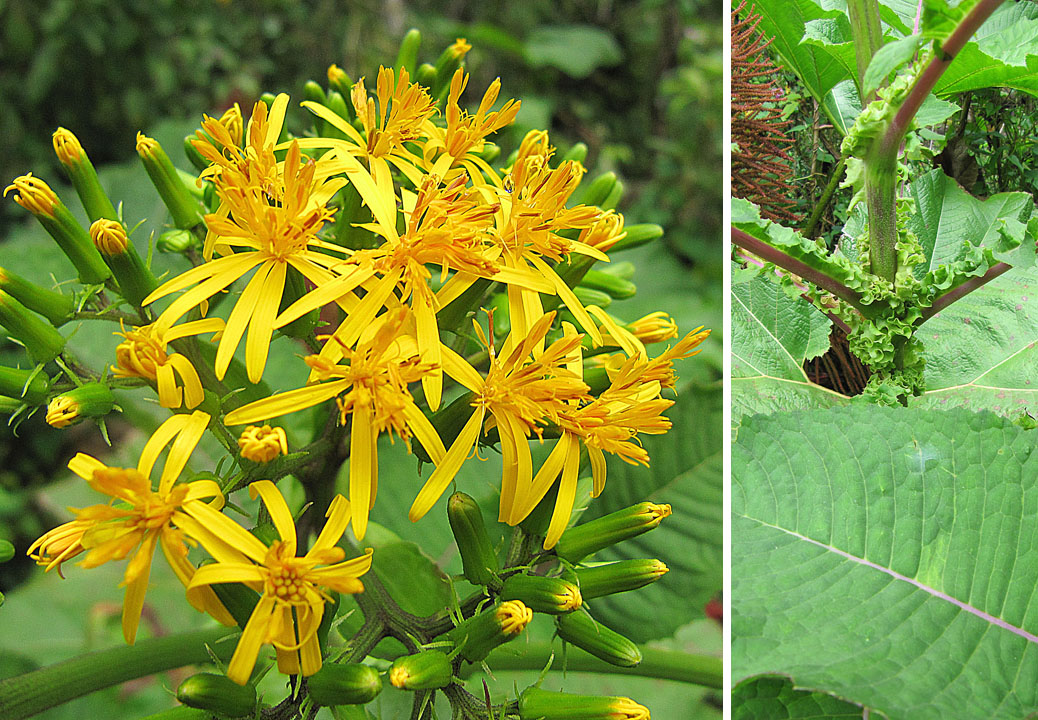
I fiori
Telanthophora grandifolia

Habitus. Le specie di questo genere hanno un habitus di tipo arbustivo fino a piccoli alberi. Le superfici delle piante possono essere sia glabre che pubescenti per peli semplici.
Radici. Le radici sono secondarie da rizoma (i rizomi possono essere striscianti) oppure sono tuberose (pelose, carnose o fibrose).
Fusto. La parte aerea in genere è eretta, semplice o ramosa. I fusti sono ispessiti e dotati di canali resinosi.
Foglie. Le foglie sono cauline disposte in modo alternato e sono picciolate; sono inoltre terminali o contratte improvvisamente alla fine degli steli. Il contorno della lamina è intera con varie forme (oblunga, lanceolata, ovata, obovata). I margini sono interi o dentato-lobati. Le venature sono pennate. Le foglie sono inoltre persistenti all'antesi.
Infiorescenza. Le sinflorescenze sono composte da diversi capolini raccolti in racemi panicolato-corimbosi. Le infiorescenze vere e proprie sono formate da un capolino terminale peduncolato di tipo radiato o discoide. Alla base dell'involucro (la struttura principale del capolino) può essere presente (ma non sempre ben visibile) un calice formato da alcune brattee fogliacee. I capolini sono formati da un involucro, con forme da cilindriche a strettamente campanulate, composto da diverse brattee, al cui interno un ricettacolo fa da base ai fiori di due tipi: quelli esterni del raggio e quelli più interni del disco. Le brattee sono disposte in modo embricato di solito su una sola serie e possono essere connate alla base. Il ricettacolo, a volte alveolato, è nudo (senza pagliette a protezione della base dei fiori); la forma è convessa, piatta o conica.
Fiori.  I fiori, piccoli, sono tetra-ciclici (formati cioè da 4 verticilli: calice – corolla – androceo – gineceo) e pentameri (calice e corolla formati da 5 elementi). Sono inoltre ermafroditi, più precisamente i fiori del raggio (quelli ligulati e zigomorfi) sono femminili; mentre quelli del disco centrale (tubulosi e actinomorfi) sono bisessuali o a volte funzionalmente maschili.
- Formula fiorale:

*/x K {\displaystyle \infty }, [C (5), A (5)], G 2 (infero), achenio
- Calice: i sepali del calice sono ridotti ad una coroncina di squame.
- Corolla: nella parte inferiore i petali della corolla sono saldati insieme e formano un tubo. In particolare le corolle dei fiori del disco centrale (tubulosi) terminano con delle fauci dilatate a raggiera con cinque brevi lobi più o meno patenti. Nella corolla dei fiori periferici (ligulati) il tubo si trasforma in un prolungamento da ligulato a filiforme, terminante più o meno con cinque dentelli. Il colore delle corolle è giallo.
- Androceo: gli stami sono 5 con dei filamenti liberi. La parte basale del collare dei filamenti è normalmente cilindrica. Le antere invece sono saldate fra di loro e formano un manicotto che circonda lo stilo. Le antere sono senza coda ("ecaudate") oppure sono sagittate o anche minutamente auricolate; a volte sono presenti delle appendici apicali che possono avere varie forme (principalmente lanceolate). La struttura delle antere è di tipo tetrasporangiato, raramente sono bisporangiate. Il tessuto endoteciale è radiale. Il polline è tricolporato (tipo "helianthoid").[10]
- Gineceo: lo stilo è biforcato con due stigmi nella parte apicale. La forma degli stigmi è ottusa. Le superfici stigmatiche sono continue.  L'ovario è infero uniloculare formato da 2 carpelli.

Frutti. I frutti sono degli acheni con pappo. La forma degli acheni è ellittico-oblunga; la superficie è percorsa da diverse coste longitudinali e può essere glabra. Non sempre il carpoforo è distinguibile. Il pappo è formato da numerose setole snelle, bianche o fulve.

## Biologia
Impollinazione: l'impollinazione avviene tramite insetti (impollinazione entomogama tramite farfalle diurne e notturne).

Riproduzione: la fecondazione avviene fondamentalmente tramite l'impollinazione dei fiori (vedi sopra).

Dispersione: i semi (gli acheni) cadendo a terra sono successivamente dispersi soprattutto da insetti tipo formiche (disseminazione mirmecoria). In questo tipo di piante avviene anche un altro tipo di dispersione: zoocoria. Infatti gli uncini delle brattee dell'involucro (se presenti) si agganciano ai peli degli animali di passaggio disperdendo così anche su lunghe distanze i semi della pianta. Inoltre per merito del pappo il vento può trasportare i semi anche a distanza di alcuni chilometri (disseminazione anemocora).

## Distribuzione e habitat
Le specie di questo genere sono distribuite in America centrale.

## Tassonomia
La famiglia di appartenenza di questa voce (Asteraceae o Compositae, nomen conservandum) probabilmente originaria del Sud America, è la più numerosa del mondo vegetale, comprende oltre 23.000 specie distribuite su 1.535 generi, oppure 22.750 specie e 1.530 generi secondo altre fonti (una delle checklist più aggiornata elenca fino a 1.679 generi). La famiglia attualmente (2021) è divisa in 16 sottofamiglie; la sottofamiglia Asteroideae è una di queste e rappresenta l'evoluzione più recente di tutta la famiglia.

### Filogenesi
Il genere di questa voce appartiene alla sottotribù Tussilagininae della tribù Senecioneae (una delle 21 tribù della sottofamiglia Asteroideae). La sottotribù descritta in tempi moderni da Bremer (1994), dopo le analisi di tipo filogenetico sul DNA del plastidio (Pelser et al., 2007) è risultata parafiletica con le sottotribù Othonninae e Brachyglottidinae annidiate al suo interno. Attualmente con questa nuova circoscrizione la sottotribù Tussilagininae s.s. risulta suddivisa in quattro subcladi.
Il genere di questa voce appartiene al subclade la cui distribuzione è esclusiva del Nuovo Mondo. Si tratta di un clade ben supportato dai dati ricavati dalle analisi del DNA combinati con dati morfologici, ed è diviso in due parti: una prima parte comprende un clade con generi del Sud America chiamato anche Gynoxoid group; una seconda parte è formata da un clade (“gruppo fratello” del primo) di 7 generi del Nord e Sud America (Arnoglossum, Barkleyanthus, Pittocaulon, Psacalium, Robinsonecio, Roldana e Telanthophora). In questo ultimo gruppo Telanthophora  occupa una posizione politomica con i generi Pittocaulon e Roldana (sono necessari ulteriori studi per risolvere la politomia).
l cladogramma seguente, tratto dallo studio citato e semplificato, mostra una possibile configurazione filogenetica del gruppo.
|  | Psacalium                                                     |
|  |                                                               |
|  | \| \| Barkleyanthus \| \| \| \| \| \| Arnoglossum \| \| \| \| |
|  |                                                               |
|  | Barkleyanthus                                                 |
|  |                                                               |
|  | Arnoglossum                                                   |
|  |                                                               |

|  | Barkleyanthus |
|  |               |
|  | Arnoglossum   |
|  |               |

|  | Psacalium                                                     |
|  |                                                               |
|  | \| \| Barkleyanthus \| \| \| \| \| \| Arnoglossum \| \| \| \| |
|  |                                                               |
|  | Barkleyanthus                                                 |
|  |                                                               |
|  | Arnoglossum                                                   |
|  |                                                               |

|  | Barkleyanthus |
|  |               |
|  | Arnoglossum   |
|  |               |

|  | Psacalium                                                     |
|  |                                                               |
|  | \| \| Barkleyanthus \| \| \| \| \| \| Arnoglossum \| \| \| \| |
|  |                                                               |
|  | Barkleyanthus                                                 |
|  |                                                               |
|  | Arnoglossum                                                   |
|  |                                                               |

|  | Barkleyanthus |
|  |               |
|  | Arnoglossum   |
|  |               |

|  | Psacalium                                                     |
|  |                                                               |
|  | \| \| Barkleyanthus \| \| \| \| \| \| Arnoglossum \| \| \| \| |
|  |                                                               |
|  | Barkleyanthus                                                 |
|  |                                                               |
|  | Arnoglossum                                                   |
|  |                                                               |

|  | Barkleyanthus |
|  |               |
|  | Arnoglossum   |
|  |               |

|  | Psacalium                                                     |
|  |                                                               |
|  | \| \| Barkleyanthus \| \| \| \| \| \| Arnoglossum \| \| \| \| |
|  |                                                               |
|  | Barkleyanthus                                                 |
|  |                                                               |
|  | Arnoglossum                                                   |
|  |                                                               |

|  | Barkleyanthus |
|  |               |
|  | Arnoglossum   |
|  |               |

|  | Psacalium                                                     |
|  |                                                               |
|  | \| \| Barkleyanthus \| \| \| \| \| \| Arnoglossum \| \| \| \| |
|  |                                                               |
|  | Barkleyanthus                                                 |
|  |                                                               |
|  | Arnoglossum                                                   |
|  |                                                               |

|  | Barkleyanthus |
|  |               |
|  | Arnoglossum   |
|  |               |

|  | Psacalium                                                     |
|  |                                                               |
|  | \| \| Barkleyanthus \| \| \| \| \| \| Arnoglossum \| \| \| \| |
|  |                                                               |
|  | Barkleyanthus                                                 |
|  |                                                               |
|  | Arnoglossum                                                   |
|  |                                                               |

|  | Barkleyanthus |
|  |               |
|  | Arnoglossum   |
|  |               |

|  | Psacalium                                                     |
|  |                                                               |
|  | \| \| Barkleyanthus \| \| \| \| \| \| Arnoglossum \| \| \| \| |
|  |                                                               |
|  | Barkleyanthus                                                 |
|  |                                                               |
|  | Arnoglossum                                                   |
|  |                                                               |

|  | Barkleyanthus |
|  |               |
|  | Arnoglossum   |
|  |               |

I caratteri distintivi del genere  Telanthophora  sono:
- l'habitus delle piante è arbustivo o arboreo;
- le venature sono pennate e le foglie sono persistenti all'antesi;
- il tessuto endoteciale è radiale;

### Elenco delle specie
Questo genere ha 12 specie:
- Telanthophora andrieuxii (DC.) H.Rob. & Brettell
- Telanthophora bartlettii  H.Rob. & Brettell
- Telanthophora cobanensis  (J.M.Coult.) H.Rob. & Brettell
- Telanthophora grandifolia  (Less.) H.Rob. & Brettell
- Telanthophora guerkei  (Hieron.) C.Jeffrey
- Telanthophora jaliscana  H.Rob. & Brettell
- Telanthophora liebmannii  (Klatt) H.Rob. & Brettell
- Telanthophora molinae  H.Rob. & Brettell
- Telanthophora standleyi  (Greenm.) H.Rob. & Brettell
- Telanthophora steyermarkii  (Greenm.) Pruski
- Telanthophora sublaciniata  (Greenm.) B.L.Clark
- Telanthophora uspantanensis  (J.M.Coult.) H.Rob. & Brettell